# سم اسپیگل (بازیگر)
سَـم اسپیگل (فرانسوی: Sam Spiegel‎؛ زادهٔ ۲۹ اکتبر ۱۹۶۳) بازیگر، صداپیشه، مؤلف و آهنگساز اهل فرانسه است.
از فیلم‌ها یا مجموعه‌های تلویزیونی که وی در آن‌ها نقش داشته‌است، می‌توان به شارل کبیر و تاج اشاره نمود.